# Skřípina
Skřípina (Scirpus) je rod hygrofytních až helofytních jednoděložných rostlin z čeledi šáchorovitých.

## Rozšíření
Kosmopolitní rostliny, mimo vyloženě polopouštních a pouštních oblastí, tropických džunglí a území blízkých polárním krajům rostou hojně na obou polokoulích. Některé druhy jsou ryze sladkovodní, jiné slanomilné. Většinou však preferují stojící nebo jen velmi pomalu plynoucí vodu, bez vysokých vln. Hlavními místy výskytu jsou mokřady a vlhké půdy, rostou na územích v zátopových oblastech, u pramenišť vodních toků, při krajích vodních ploch, rybníků a jezer, také v lesích s vysokou hladinou spodní vody. Určité druhy rostou i nadmořské výšce 4000 m n. m. a koření až 2 m pod hladinou.
Rod je to poměrně široký, přestože z něho byly v nedávné době některé druhy vydělovány do nových rodů a jiné slučovány, obsahuje asi 35 druhů.

## Popis
Je to většinou vysoká, robustní, převážně vytrvalá bylina s trsnatým nebo plazivým oddenkem, pomoci něhož se hlavně rozmnožuje. Duté, nevětvené, bezkolénkové lodyhy u některých druhů dosahují do výšky téměř 4 metrů a bývají zpravidla trojhranné, vzácněji oblé a táhle kuželovité, vyrůstají jednotlivě nebo v trsech. V některých případech mají listy bazální a listy na lodyhách odlišný vzhled. Lodyhy bývají porostlé v celé délce nebo alespoň v dolní polovině pochvatými nesouměrnými listy, na rozhraní pochvy a listové čepele je jazýček. Trávovité čárkovité čepele listů jsou ploché nebo v průřezu do V, většinou celokrajné. Mívají délku od 11 do 80 cm a šířku od 3 do 23 mm, bývají hladké nebo s nerovnými okraji i středním žebrem.
Květenství jsou zdánlivé vrcholová, někdy však i úžlabní, obvykle jsou podepřená 3 plochými listeny. Bývá to různě bohatý kružel, někdy stažený do hlávky, vytvořený z jednotlivých vícekvětých klásků nebo ze svazečků se 2 až 5, nebo i s více klásky. V květenství může být 50 až 500 klásků, které mívají v průměru 3,5 až 5 mm. Svazečky i samostatné klásky mohou být přisedlé nebo mají různě dlouhé hladké či drsné stopky. Květy, v převážné míře oboupohlavné, vyrůstají v paždí plev seřazených ve spirále, bývá jich v klásku od 10 do 50, vespod klásků bývá několik plev prázdných. Okvětí buď vůbec není, nebo je nahrazeno až 6  štětinkami kratšími než plevy. Tyčinky s prašníky na tenkých nitkách jsou zpravidla 2 či 3, svrchní semeník bývá dvou nebo třídílný a mívá čnělku se dvou nebo trojlaločnou bliznou. Plodem jsou obvykle drobné trojhranné nažky oboustranně nebo jednostranně vypuklé.

## Význam
V některých oblastech se mladé výhonky skřípiny konzumují jako zelenina a kořenů se pro svíravé účinky užívá proti průjmům a horečkám. Mnohde se mladé rostliny využívají i jako krmivo pro dobytek. Některé listy bývají zdrojem pro vlákna, ze kterých se pletou rohože, košíky a klobouky. Se zralých lodyh se vyrábí "proutěný" nábytek a také se stavějí jednoduché příbytky. Na jezeře Titicaca v Jižní Americe ze skřípiny stavějí čluny 4 až 5 m dlouhé o nosnosti 200 kg. Rostliny slouží také jako ochrana břehů proti erozi.

## Ohrožení
Skřípina kořenující je podle "Černého a červeného seznamu cévnatých rostlin České republiky" řazena mezi druhy silně ohrožené – C2. Je ohrožena vysušováním a přeměnou zamokřených území v ornou půdu a splachy hnojiv nebo aplikací herbicidů proti nežádoucím vodním rostlinám na rybnících.